# Fernando Brassard
Fernando José Alves Brassard CvIH (Lourenço Marques, 11 de abril de 1972) é um ex-futebolista português, que atuava como goleiro. Desde 2004, é treinador de goleiros da Seleção Portuguesa de Futebol, atualmente trabalhando na seleção Sub-16.
Em sua carreira como atleta, Brassard jogou apenas em times de Portugal, tendo sido formado nas categorias de base do Benfica, onde esteve entre 1985 e 1990, ano em que se profissionalizou, pelo Louletano, onde não chegou a entrar em campo. Na temporada 1991-92, disputou duas partidas pelo Marítimo.
Começou a se destacar na temporada 1992-93, representando o Gil Vicente, jogando 33 partidas, retornando ao clube de Barcelos em 1994, atuando por 18 vezes. Antes, havia jogado pelo Vitória de Guimarães. Brassard voltou ao Benfica em 1995, disputando dois jogos, ambos pela Taça de Portugal. Entre 1997 e 1998, atuou pelo Varzim.
Em 1999, Brassard foi contratado pelo Vitória de Setúbal, onde foi reserva de Marco Tábuas, tendo disputado 26 jogos. Sua última partida foi justamente contra o Louletano, clube onde iniciara a carreira, em novembro de 2000.
Em 2003, dois anos após sua aposentadoria, passou a trabalhar como treinador de goleiros da Seleção Portuguesa, exercendo a função na equipe principal até 2009. Neste ano, treinou os goleiros da equipe Sub-21, mudando-se para o Sub-23 em 2010. Voltou a ser treinador de goleiros da Seleção Sub-21 ainda em 2010, exercendo a função até 2012, quando foi escolhido para treinar os atletas da posição na categoria Sub-16.

## Seleções de base
Brassard disputou os Mundiais Sub-20 de 1989 e 1991 pela Seleção Portuguesa, além da Eurocopa Sub-21 de 1994, realizada na França.
A 22 de Março de 1989 foi feito Cavaleiro da Ordem do Infante D. Henrique.

## Títulos

### Por clubes
- Taça de Portugal: 1 (1995-96, com o Benfica)

### Pela Seleção
- Campeonato Mundial de Futebol Sub-20: 2 (1989, 1991)